# Paratella dipura
Paratella dipura är en insektsart som beskrevs av Medler 1991. Paratella dipura ingår i släktet Paratella och familjen Flatidae. Inga underarter finns listade i Catalogue of Life.